# Psidium rufum
Psidium rufum är en myrtenväxtart som beskrevs av Carl Friedrich Philipp von Martius och Dc.. Psidium rufum ingår i släktet Psidium och familjen myrtenväxter. Inga underarter finns listade i Catalogue of Life.